# Barão de Lordelo
Barão de Lordelo é um título nobiliárquico criado por D. Maria II de Portugal, por Decreto de 20 de Dezembro de 1836, em favor de José da Fonseca e Gouveia, antes 1.º Barão de Vilar.
Titulares
1. José da Fonseca e Gouveia, 1.º Barão de Vilar e 1.º Barão de Lordelo.